# Maurice Noualhier
Pour les articles homonymes, voir Noualhier.
Maurice Noualhier est un entomologiste français, né le 1er septembre 1860 à château de la Borie et mort le 7 avril 1898 à Arcachon.

## Biographie
Il est le fils d'Armand Noualhier et d’Anaïs née Pougeard du Limbert. Il étudie en particulier les hémiptères et fait divers voyages entomologiques notamment en Suisse, au Maroc et en Algérie. Il achète la collection d’hémiptères et de coléoptères de Lucien François Lethierry (1830-1894). Il lègue sa collection au Muséum national d'histoire naturelle et sa bibliothèque à la Société entomologique de France.

## Héritage zoologique
On lui doit la description de la cigale Dundubia spiculata Noualhier, 1896.